# Varáhagiri Vénkata Giri
Varáhagiri Vénkata Giri (10. srpna 1894, Berhampur – 23. června 1980, Madrás) byl indický politik, diplomat a odborář, v letech 1969 až 1974 prezident Indie.
Giri se narodil v bráhmanské rodině mluvící telugsky na území dnešního státu Urísa (tehdy v Britské Indii). Jeho otec byl právník a oba rodiče pracovali v indickém hnutí za autonomii a nezávislost. Giri získal první vzdělání na místní škole Khallikote College. V roce 1913 odešel do Irska (tehdy části Spojeného království ) a studoval tam na University College v Dublinu až do roku 1916. Jeho styky s irským hnutím za nezávislost Sinn Féin a Éamonem de Valerou vedly v roce 1916 k jeho vyhoštění do Indie po velikonočním povstání. V Indii pracoval v odborovém hnutí a angažoval se za nezávislost Indie.
Po získání nezávislosti Indie byl v letech 1947 až 1951 vysokým komisařem na Srí Lance (tehdejší Cejlon) a později guvernérem Uttarpradéše (1957–1960), Kéraly (1960–1965) a Mysore (1965–1967). V roce 1967 byl zvolen viceprezidentem Indie. Po smrti prezidenta Zákira Husaina byl s podporou předsedkyně vlády Indiry Gándhíové a jejích příznivců 16. srpna 1969 zvolen do funkce prezidenta Indie proti oficiálnímu kandidátovi vedení Kongresové strany.